# Harald Korte
Harald Karl Korte (* 4. Oktober 1934 in Hagen; † 24. Oktober 2014 ebenda) war ein deutscher Unternehmer und Verbandsfunktionär.

## Ausbildung
Harald Korte absolvierte sein Maschinenbaustudium 1957 an der Ingenieurschule für Maschinenwesen und Elektrotechnik in Hagen, eine der Vorgängerinstitutionen der Fachhochschule Südwestfalen.

## Wirken
Harald Korte war Mitinhaber und langjähriger Geschäftsführender Gesellschafter der Hagener Gesenkschmiede Schöneweiss, heute zu Mahindra Forgings Europe gehörig.
Von 1995 bis 2007 stand er als Präsident an der Spitze der Südwestfälischen Industrie- und Handelskammer zu Hagen (SIHK). 32 Jahre war er Mitglied in der Vollversammlung und hat sich für die Belange der heimischen Wirtschaft eingesetzt.
Ein Schwerpunkt seiner Arbeit als SIHK-Präsident war der Ausbau der Technischen Bildungsstätten der SIHK in Hagen, Hemer und Lüdenscheid. Dabei war Harald Korte stets die überbetriebliche Ausbildung technischer Nachwuchskräfte im Verbund mit anderen Betrieben besonders wichtig, um eine hohe Qualität der beruflichen Bildung zu sichern.
Korte förderte den Technologietransfer zwischen Betrieben und Hochschulen Südwestfalens, speziell der Fachhochschule Südwestfalen und ihrer Vorgängerinstitutionen. Als SIHK-Präsident hat er die technischen Verbundstudiengänge Maschinenbau und Elektrotechnik an der Fachhochschule Südwestfalen mit initiiert, wofür ihn die Hochschule zum Ehrensenator ernannt hat. Am 28. Januar 2007 wurde das Audimax des Standorts Hagen der Fachhochschule Südwestfalen ihm zu Ehren Harald-Korte-Hörsaal benannt.
Im November 2007 wurde Korte aufgrund seines Engagements für Praktika russischer Studentinnen und Studenten in deutschen Unternehmen zum Ehrenprofessor der Staatlichen Technologischen Universität in Kostroma ernannt.

## Ehrungen
Für sein gesellschaftspolitisches sowie kulturelles Engagement, insbesondere für das Philharmonische Orchester Hagen, wurde er 2008 mit dem Bundesverdienstkreuz Erster Klasse ausgezeichnet. 
Er initiierte zudem die berufsbegleitenden technischen Verbundstudiengänge an der Fachhochschule Südwestfalen und wurde dafür zu einem ihrer Ehrensenatoren ernannt.